# Батьківське тіло
У метеоритиці батьківське тіло — небесне тіло, з якого походить метеорит або клас метеоритів.

## Ідентифікація
Найпростіше співвіднести метеорит із материнським тілом, коли материнське тіло все ще існує. Це стосується місячних і марсіанських метеоритів. Зразки ймовірних місячних метеоритів можна порівняти зі зразками з програми Apollo. Марсіанські метеорити можна порівняти з аналізом, проведеним марсоходами (наприклад, Curiosity).
Метеорити також можна порівняти зі спектральними класами астероїдів. Щоб визначити батьківське тіло класу метеоритів, вчені порівнюють їхнє альбедо та спектри з іншими відомими тілами. Ці дослідження показують, що деякі класи метеоритів тісно пов'язані з деякими астероїдами. Наприклад, метеорити HED корелюють з 4 Веста, другим найбільшим астероїдом головного пояса. Ще один, мабуть, найкорисніший спосіб класифікувати метеорити за батьківськими тілами — це згрупувати їх за складом, з групуванням типів із кожного гіпотетичного батьківського тіла на графіку. Дослідники попередньо пов'язали існуючі метеорити з 100—150 батьківськими тілами.